# Christian Sørensen
Christian Sørensen, född den 7 maj 1818 i Köpenhamn, död där den 30 januari 1861, var en dansk uppfinnare.
Sørensen, som var son till en arbetare, blev 1832 sättarlärling och kom redan 1838 på den tanken att konstruera en sättmaskin. Han offrade hela sitt livs kraft på att utföra sin plan. År 1846 tog han patent på den, och 1851 utställde han sin maskin i London, men rönte ingen uppmärksamhet. Efter ytterligare arbete utställde han en ny maskin på världsutställningen i Paris 1855 och fick där stora guldmedaljen och en hedersgåva, för att han hade löst en uppgift, som förr ansågs olöslig. Oaktat flit och snille lyckades dock ej Sørensen göra sin uppfinning så fullkomlig, att den kunde bli allmänt spridd, men den visade ändå vägen till uppgiftens slutliga lösning. Sørensen avled i fattigdom, så att staten måste anslå en pension åt hans änka och barn. Åtskilliga mindre uppfinningar (bland annat en stilgjutningsmaskin) var frukter av hans stora mekaniska snille.